# Brachymyrmex degener
Brachymyrmex degener är en myrart som beskrevs av Carlo Emery 1906. Brachymyrmex degener ingår i släktet Brachymyrmex och familjen myror.

## Underarter
Arten delas in i följande underarter:
- B. d. degener
- B. d. niger